# Tangsudo

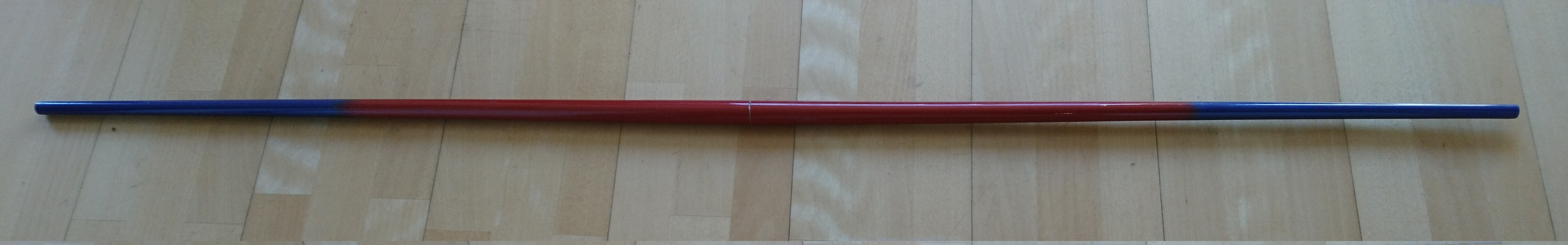
Bong de 160 cm. El Bong es una de las armas usadas en el Tang Soo Do.

El Tang Soo Do (hangul: 당수도, hanja:唐手道, pronunciación coreana: taŋsudo) se traduce como la vía o camino de la mano china, Tang hace referencia a la dinastía china del mismo nombre, sus ideogramas significan: mano y camino; este camino o "do" se define como el tao relacionando la filosofía taoísta china al entrenamiento marcial, es un arte marcial tradicional moderno de Corea. Está enfocado hacia la disciplina y la práctica de formas y secuencias, y el combate reglado orientado hacia la defensa personal. 
Dentro de sus orígenes se menciona a kuk Wan Lee, y a Hwang Kee. Kuk Wan Lee fue un joven coreano de clase alta, quien estudio en Tokio, Japón durante su época en la universidad. Allí, practicó el estilo shotokan de Karate-Do japonés, con el maestro fundador de este estilo Gichin Funakoshi y su hijo Yoshitaka obteniendo el grado de cinturón negro tercer dan. De regreso a Seúl, Corea desarrolló su propia versión (del estilo shotokan) de Karate-Do, o mano de Tang  y fundó la escuela Chung do Kwan obteniendo el permiso del gobierno coreano para enseñar en 1943.  Uno de sus alumnos, el maestro Hwang Kee (1914-2002), también entrenó en China artes marciales tradicionales (Kung fu), e igualmente realizó estudios a partir de antiguos textos sobre el antiguo arte marcial coreano del subak en 1957, e  incorporó principios de esta disciplina, al Tang Soo Do. A través de su escuela llamada MOO DUK KWAN fundada el 9 de noviembre de 1945. 
En el Tang Soo do, se puede apreciar que los estilos internos chinos dejaron marcadas influencias. Así como el karate-Do japonés (en sus formas o kata), y el Taekkyon (en su metodología para el desarrollo de las patadas); con la diferencia de que el tangsudo apenas está enfocado a competiciones deportivas; es importante notar que en el arte, se conserva el manejo de algunas armas tradicionales de oriente como el yang bong o (Bo en japonés) o bastón largo. Se cree que la razón del nombre Tangsudo o "Tan Soo Do" se origina del nombre de la dinastía Tang, en gratitud a dicha dinastía china, que le permitió a varios coreanos exiliarse durante la última invasión japonesa a Corea (1910 -1945); otra versión más fidedigna afirma que el término TANG SU proviene de la pronunciación coreana del término okinawense "To Te" o "Tuidi", arte marcial antecesor del Karate, que fue desarrollado en el reino de Ryu Kyu (hoy en día conocido como la prefectura de Okinawa) varios siglos antes e introducido en el Japón a principios del siglo XX por el maestro Gichin Funakoshi como karate-Do, o "camino de la mano vacía" en 1922.

## Historia del Tang soo do

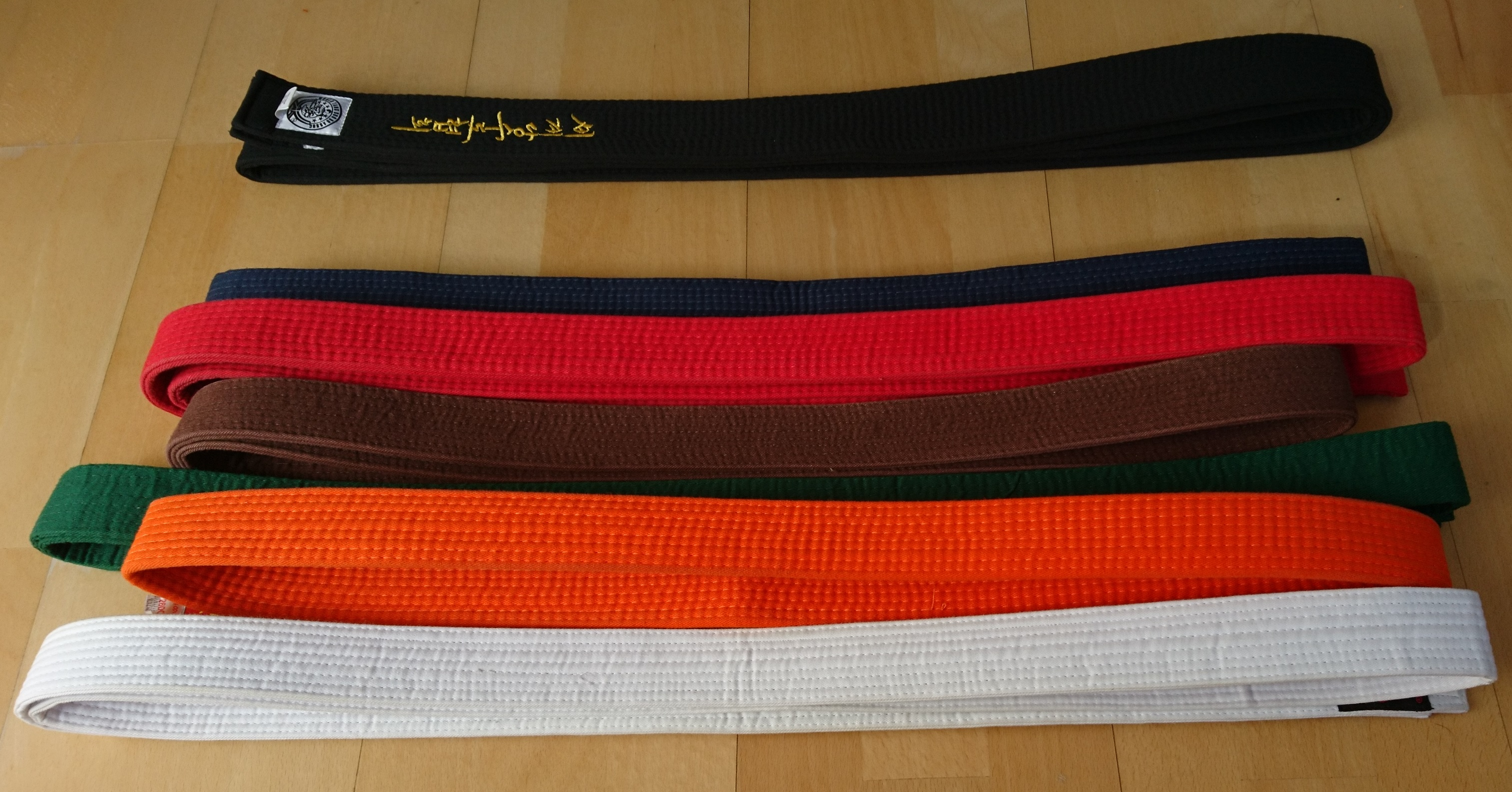
Cinturónes de Tang Soo Do de diferentes grados

El nombre "Tang soo do" significa "la manera (o el camino) de manos chinas/ o de la dinastía china Tang". En la península coreana varias escuelas de artes marciales habían sido prohibidas por los japoneses por 35 años, tras invadir a Corea (1910-1945) y salieron del secreto al finalizar la Segunda Guerra Mundial (1939- 1945). Estas eran conocidas como "kwan". En la Corea nacionalista moderna, la primera escuela del tang soo do fue la Chung do kwan, fundada en 1944 por el maestro Won Kuk Lee. Como resultado de la liberación y orgullo de la nación coreana, que ocurrió el 15 de agosto de 1945, otras cuatro escuelas fueron abiertas:  Moo duk kwan (Mudokkwan), Song moo kwan (Songmukwan), Chi do kwan (Chidokwan), y Chang moo kwan (Changmukwan). Otras academias de artes marciales o "kwan" fueron posteriormente agregadas a la lista después del final de la guerra civil entre el norte y el sur del país (1950-1953), más conocida como la guerra de Corea. En diciembre de 1955, con la aprobación del presidente de la República de Corea del Sur, Singman Rhee, se convocó una reunión de los fundadores de las escuelas de las principales artes marciales. La intención de esta reunión fue unificar las diversas escuelas, y dar nombre y estructura a un "nuevo" arte marcial nacional. Sin embargo es importante notar que el nombre de Tangsudo está relacionado con la China, y a su vez con el término usado en el Japón ("tang soo" : "Manos Chinas" o de la dinastía Tang, siendo su traducción al japonés el término "karate" o "Manos Vacías"). 
Entre los muchos nombres ya postulados, en la reunión de las escuelas de artes marciales ya citada; se encontraba el arte marcial coreano "Taekwondo", propuesto por el general norcoreano Choi Hong Hi. En 1961, la asociación coreana de Tangsoodo surge. las escuelas Moo duk kwan de Hwang Kee y Ydo kwan de Byong Yun Kwei se quedaron ancladas a la tradición. Sin embargo, la nueva organización buscó preservar la herencia técnica del arte marcial coreano clásico o Taekkyon. Ya en 1962, se dio lugar al combate deportivo. 
Asimismo, en esa época se estructuraron las técnicas de defensa personal mediante el uso de luxaciones y lanzamientos (o lucha cuerpo a cuerpo) que llegaron a ser conocidas como Hapkido, de la mano de su creador, el maestro coreano Choi Young Sool, quien las desarrolló tras la guerra de Corea (1950 - 1953) tomando como base los sistemas japoneses del Daito Ryu Aikijujutsu, y el Judo, además del sistema coreano especializado en patadas o Taekkyon. 
Por otro lado, el desarrollo de las técnicas de "neikung" (o de manejo de la energía interna), heredadas de los sistemas chinos internos, en las que se controla el cuerpo y la mente mediante la respiración, y la concentración/ visualización, no llegaron a ser muy notables, en el Tang soo do. Finalmente en 1964 la organización del general Choi cambió su nombre una vez más a "la Asociación Coreana de Tae kwon do". Ese nombre fue el definitivo. En 1966, esta asociación cambió de nombre a la Federación Internacional de Taekwondo, o ITF. Su objetivo era el diseminar fuera de Corea, la disciplina deportiva recién nacida. Teniendo como fundador al General nor-coreano Choi. En 1971, el Taekwondo llega a ser el deporte nacional de Corea del Sur por decreto del presidente Park Chung Hi. En 1973, la Federación Mundial de Taekwondo o Taekwondo WTF nace, precedido por el Dr. Un Yong Kim. Esta federación fue fundada en la oposición al taekwondo de Corea del Norte o ITF. El ITF, después de una serie de cambios continuos, logró el apoyo del gobierno militar de Corea del Norte. Mientras tanto, el estilo WTF del doctor Kim alcanza los juegos olímpicos: Seúl 1988, Barcelona 1992. Así, se convierte en un deporte Olímpico oficial y pierde cada vez más (al menos ante la comunidad de practicantes de otros estilos marciales coreanos) su valor como arte marcial. Las escuelas, que eran fieles al tangsoodo (o "el Arte de la Mano china" en el idioma coreano) tuvieron que irse de Corea; instalándose en: Estados Unidos, Sudamérica, Europa, África Meridional, etc. Buscando mantener vivo y sin alteraciones de fondo, la disciplina del Tang soo Do.

### Orígenes

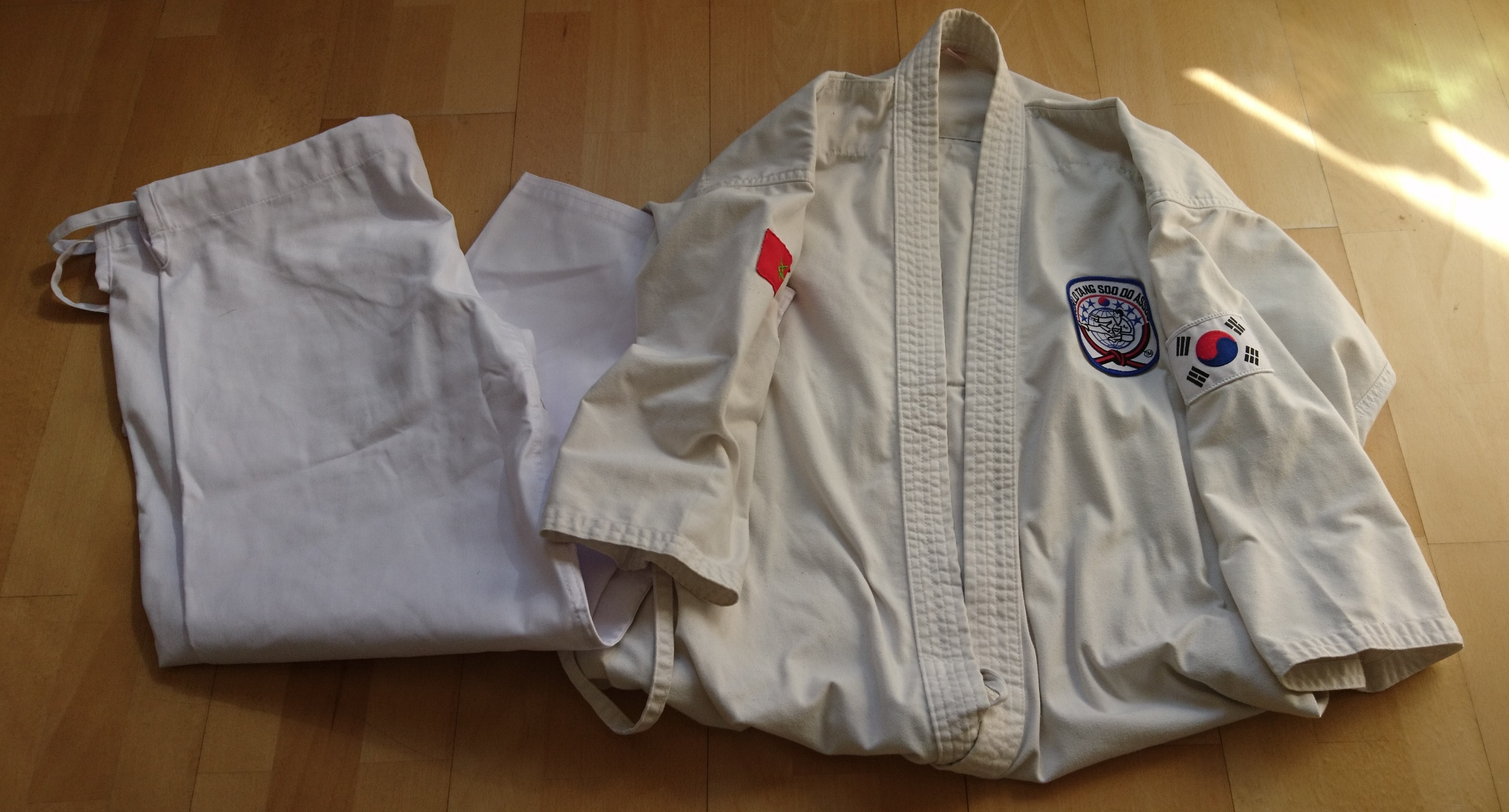
Dobok de Tang Soo Do

A pesar de que los orígenes de este arte marcial han sido debatidos durante varias décadas, se acepta generalmente que el Tang Soo Do apareció como la combinación de tres estilos: Soo Bahk Do o Su Bak coreano, Kung Fu del norte de China, Kung Fu del sur de China, combinados mediante la interpretación de las formas o kata del Karate estilo Shotokan del Japón, y adoptados por el gran maestro Hwang Kee (1914-2002).
Tras el fallecimiento del gran maestro Hwang Kee, quien murió en el 2002, su hijo Kwanjangnim (o Kwan Jang Nim) H.C. Hwang, presidente del World Moo Duk Kwan, se convirtió en el líder de este arte marcial coreano desarrollado por su padre.
Actualmente un gran alumno del Maestro Hwang kee, exjefe del comité técnico de la world moo duk kwan desginado por GM Hwang Kee, el gran Maestro Chun Sik Kim es el fundador de la international Tang Soo Do Federation, (ITF TANG SOO DO)  quien ha trabajo duro hasta los días de hoy por mantener la técnica y espíritu del auténtico Tang Soo Do en todo el mundo.
Actualmente un gran alumno del Master Hwang Kee, el Grandmaster Jae Chul Shin, fue quien fundó la World Tang Soo Do Association. Shin murió el 9 de julio de 2012. Hoy día, La World Tang Soo Do Association es la asociación mundial más grande de tang soo do en todo el mundo.

## Las técnicas de combate en el tangsoodo

### Posturas o posiciones

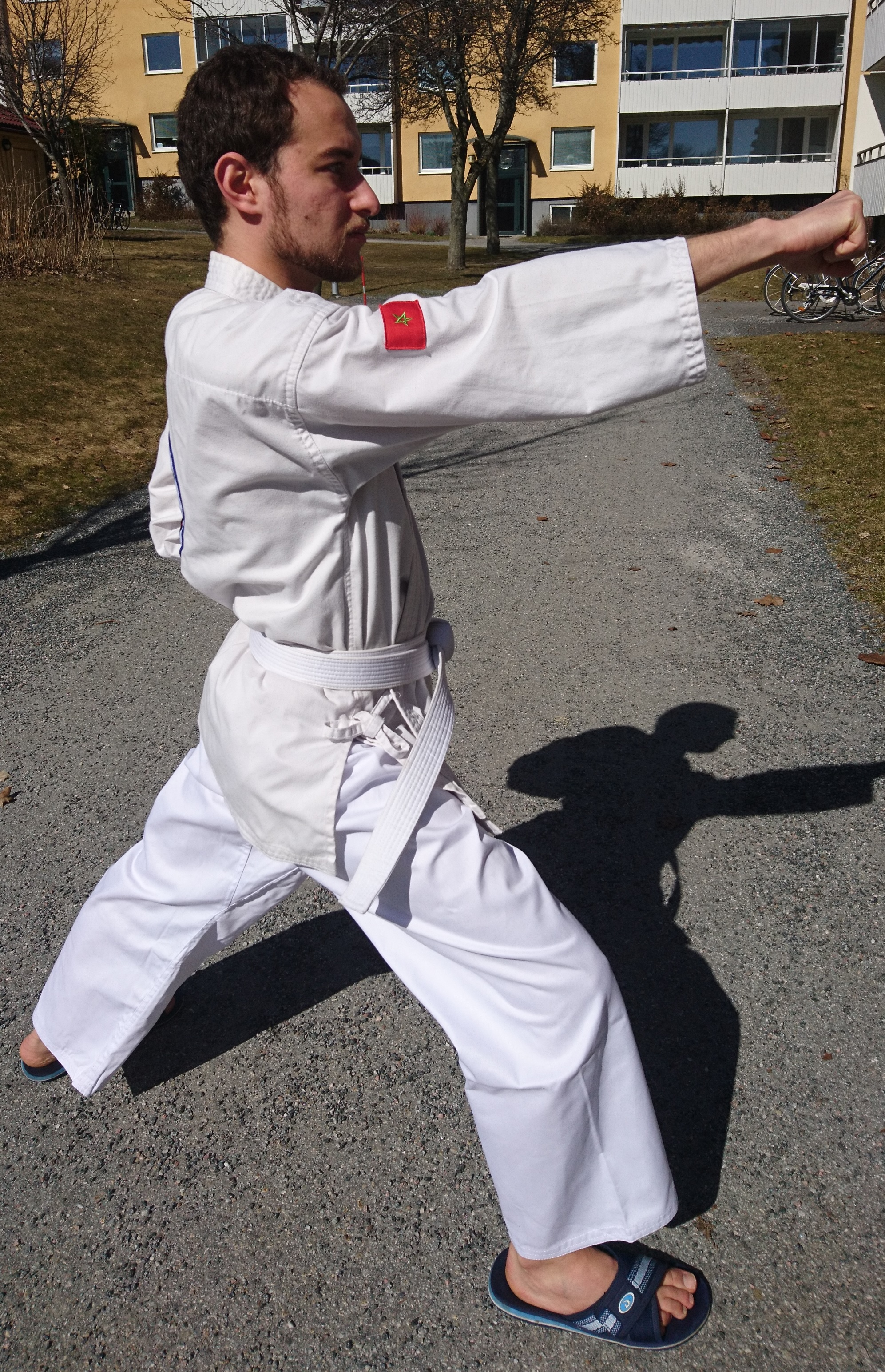
postura del "arco y flecha" en Tang Soo Do

Hay muchas posturas en el tang Soo do, sean tradicionales, para ataque, defensa o de transición. Algunos ejemplos son: "la postura del jinete"; hay otras que requieren más equilibrio, tal como "la postura del arco y flecha", la "postura de la grulla en un pie", "la postura del gato", etc.

### Técnicas básicas
Las técnicas básicas son simples y eficaces. Los estudiantes aprenden todas las técnicas básicas (las posiciones, los bloqueos, los golpes, las patadas y los desplazamientos). En el dojang (sala de entrenamiento), el "arte" no solo se enfoca hacia el pelear. Las técnicas de golpeo implican entre otras, una variedad de técnicas de puño y de mano abierta, como: "la mano-cuchillo", "el puño martillo", etc. Cada técnica tiene una forma y un uso correctos que se utilizan en la defensa y en el ataque. El tang soo do es un arte marcial que pone mucho énfasis en las técnicas de los pies y en la  flexibilidad. Estos segmentos también se utilizan para bloquear y atacar.

## El entrenamiento del tang soo do
Tradicionalmente, los practicantes de tangsoodo comienzan aprendiendo los fundamentos básicos del tang soo do. Posteriormente, se inicia en la práctica del combate (sparring), empezando por el combate de un paso y combate de tres pasos. En el combate de un paso se enfocan los conceptos básicos del combate de tangsoodo, y en el combate de tres pasos se aprende a combatir con un movimiento más fluido hacia adelante y hacia atrás, manteniendo la distancia. Finalmente, cuando el practicante domina las técnicas de bloqueo y ataque, comienza con la práctica del combate libre.

### Entrenamiento mental
Los maestros de tangsoodo le dan gran importancia a los principios filosóficos del Tangsoodo. Los practicantes deben seguir normas de disciplina y respeto, así como de confianza en ellos mismos, buscando la concentración y el autocontrol. Estos principios no sólo son importantes para la práctica de tangsoodo sino que son aspectos aplicables a la vida diaria.

### Técnicas fundamentales (kibon)
Las técnicas básicas fundamentales del tangsoodo se deben aprender y practicar en cada clase. El practicante debe entender la dinámica de estos movimientos y refinar la técnica mediante la repetición de los mismos. Estas técnicas fundamentales enseñan al practicante posturas correctas, equilibrio etc. 

### Formas o katas (hyungs)
Las formas o hyungs son secuencias predeterminadas de técnicas básicas. Las formas de tangsoodo se han originado aparte de formas de otras artes marciales. La mayoría de ellas tienen su origen en las katas del karate-Do, estilo shotokan.
Las formas son representaciones de combates contra varios adversarios. Son patrones determinados de técnicas de ataque o defensa, que deben practicar los estudiantes de todos los niveles. El aprendizaje de las formas fomenta la comprensión y aprendizaje de las técnicas por parte del estudiante. Asimismo, enseñan estrategia, táctica, sincronización y equilibrio. Existen distintos niveles de complejidad dentro de los hyungs, dependiendo del nivel del practicante. Según una persona va aumentando su experiencia y capacidades, ha de ir practicando hyungs más avanzados.

### Combate (Dae Ryun)
En la práctica de combate, los practicantes tienen la ocasión de utilizar las técnicas que han aprendido libremente contra uno o varios adversarios. Es muy importante el autocontrol para evitar causar lesiones graves a otros practicantes durante el entrenamiento. Se pueden utilizar protecciones (casco, guantes, etc.) para minimizar el riesgo de lesiones, pero ante todo se debe intentar como norma evitar el contacto. En un combate gana el primero en lograr los puntos requeridos.

#### Combate a un paso (hanbon-dae ryun)
Este ejercicio permite a los estudiantes practicar técnicas de defensa contra un ataque convenido. El objetivo es desarrollar respuestas automáticas ante ciertas situaciones, para así conseguir que el practicante pueda ejecutar eficazmente las técnicas de defensa personal cuando el ataque sea inesperado. Los practicantes deben aprender la distancia y la sincronización adecuada, que son factores cruciales en un enfrentamiento real. De igual manera, cuando el practicante adquiere experiencia en el combate, adquiere confianza en sí mismo y autocontrol.

#### Combate libre (jayu-dae ryun)
En el combate libre, los estudiantes pueden llevar a cabo las técnicas contra otros practicantes, de forma controlada pero más similar a un combate real que en el combate de un paso. 
A diferencia del combate a un paso(il soo sik dae ryun), en lugar de realizar defensas contra un ataque esperado y previamente conocido, se realizan ataques y defensas de una forma totalmente espontánea y libre. Aun así, los practicantes deben controlarse e intentar evitar el contacto, parando los golpes cerca del objetivo para simplemente marcar la técnica en lugar de golpear con fuerza. Si un practicante es capaz de dominar la técnica deteniéndola antes de golpear el blanco, en una situación real le resultará muy fácil golpear con fuerza el objetivo.
Para un practicante que está acostumbrado a golpear constantemente sin apenas controlar sus movimientos, le resulta difícil controlar la técnica cuando lo necesite. Sin embargo, un practicante que está acostumbrado a controlar siempre la técnica, puede adecuarse a la situación y golpear tanto con control como con fuerza.
La mente de un practicante que se centra en golpear con fuerza durante el combate libre, llegará a ser salvaje, pero la mente del practicante que golpee con control será una mente enfocada. Ambos casos tienen repercusión tanto en la práctica del tangsudo como en la vida real.
En la práctica moderna, el combate libre se parece al deporte del full contact. Los practicantes utilizan guantes de boxeo, protectores para los pies, protector bucal y casco. 
El combate libre está enfocado tanto a la competición como a la defensa personal ante una agresión en la calle, el practicante debe esforzarse en la ejecución correcta de la técnica, la táctica, la velocidad y en la mejora de su control emocional.
Lo más importante para el trabajo de la resistencia aeróbica y aneróbica (fuerza resistencia) es tener una respiración adecuada. Si se contiene la respiración (o se realiza apnea), o bien se hiperventila mientras se combate; el practicante se cansará rápidamente y llegará un momento en el que no podrá continuar. Si se lleva la respiración correcta, en conjunto con la ejecución de la técnica y la táctica, se prolongará la energía del practicante y su rendimiento mejorará.

### Defensa personal (Ho Sin Sul)
Esta actividad enseña a un practicante del arte a defenderse de diferentes tipos de agarres, y golpes. También se le enseña a resolver situaciones en las que sea necesario defenderse sin causar lesiones al oponente, sino controlarlo debidamente. Por ejemplo mediante un lanzamiento, una inmovilización, una luxación articular, un estrangulamiento, o mediante el uso de los puntos de presión. El combate libre de práctica es muy adecuado para mejorar la capacidad de la defensa propia, ya que en él se puede combinar cualquier técnica (patadas, puñetazos, barridos, luxaciones, lanzamientos, desarmes, etc.), adquiriendo un buen manejo de la distancia y el ritmo.

### Rotura de materiales (Kyuck Pa)
La rotura de tablas (u otros objetos como ladrillos o hielo en exhibiciones avanzadas) es una de las actividades favoritas tanto de los practicantes como de los espectadores que asisten a ver exhibiciones de tang soo do. La rotura de tablones demuestra la eficacia de las técnicas y ayuda a comprender el efecto que pueden tener en un objetivo. Esta práctica se realiza en pruebas de promoción de grado, y la seguridad es siempre algo primordial. Esta actividad enseña al estudiante a concentrarse, a ejecutar correctamente las técnicas, así como a vencer las barreras mentales y a mejorar su confianza.

## Influencia del Tang Soo Do en el Hapkido
El Tang Soo Do ejerció una gran influencia en el desarrollo de las bases metodológicas del Hapkido (que igualmente mezcla elementos del Daito Ryu Aiki-juijitsu y Judo japoneses), en lo referente a: golpes de puño, golpes de mano abierta, patadas, y varios de los bloqueos que utiliza como enlaces para sus diferentes técnicas de lanzamientos y luxación articular. 
Esta integración entre el Tang Soo Do y el Hapkido fue realizada de forma gradual por diversos maestros promotores del Hapkido a nivel mundial alumnos del fundador, como: Hwang In Shik, Bong Soo Han (quien entreno en karate Shudokan), Kwang Sik Myung. De la misma forma en la que anteriormente el maestro Seo Bok-seob integró inicialmente varias de las técnicas del Judo al arte enseñado inicialmente por el maestro Choi Yong Sul, conocido en ese entonces como yawara (jiu-jitsu antiguo), o hoy día como Daitō-ryū Aiki-jūjutsu.